# جواو كويمبرا
جواو كويمبرا (بالبرتغالية: João Carlos Amaral Marques Coimbra) هو لاعب كرة قدم برتغالي في مركز الوسط، ولد في 24 مايو 1986 في سانتا كومبا داو في البرتغال. شارك مع منتخب البرتغال تحت 20 سنة لكرة القدم ومنتخب البرتغال تحت 21 سنة لكرة القدم. أما مع النوادي، فقد لعب مع إشتوريل برايا ورابيد بوخارست ونادي بنفيكا ونادي جل فيسنتي ونادي كيرلا بلاستيرز ونادي ماريتيمو وناسيونال ماديرا.

## وصلات خارجية
- جواو كويمبرا على موقع الاتحاد الدولي (مؤرشف)  (الإنجليزية)
- جواو كويمبرا على موقع قاعدة بيانات كرة القدم.إي يو (الإنجليزية)
- جواو كويمبرا على موقع Soccerway.com (الإنجليزية)
- جواو كويمبرا على موقع AS.com (الإسبانية)